# Pacidara
Pacidara là một chi bướm đêm thuộc họ Noctuidae.